# Enrico Massi
Enrico Massi (Nápoles, Italia, 29 de octubre de 1897 - Soyapango, El Salvador, 4 de octubre de 1923) fue un aviador italiano. Es considerado pionero de la aviación en El Salvador.

## Biografía

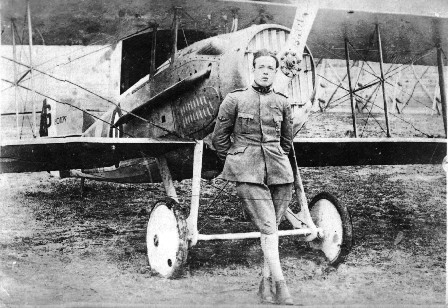
Enrico Massi pionero de la aviación nacional

Fueron sus padres Augusto Massi y Carlota Pascarella. En la Primera Guerra Mundial fue piloto aviador e instructor de vuelo de la Real Marina Italiana, y terminado el conflicto trabajó como piloto de pruebas en el campo de experimentos de Monte Celio. Posteriormente realizó presentaciones acrobáticas en África y Asia junto a  Mario D´Urso. En 1917, Enrico fue aceptado en la Real Marina Italiana. Luego de obtener el título de Piloto Militar, fue enviado al frente de guerra. Sin embargo, por sus habilidades y su destreza fue transferido unos meses después como Instructor de Vuelo al Campo Escuela de Foggia-Ovest.
En 1922 fue contratado por la Fiat S.p.A. nuevamente como piloto de pruebas. Ese mismo año arribó al continente americano junto a otros italianos por invitación del gobierno hondureño, para formar una escuela de aviación, pero dicho objetivo no se cumplió.

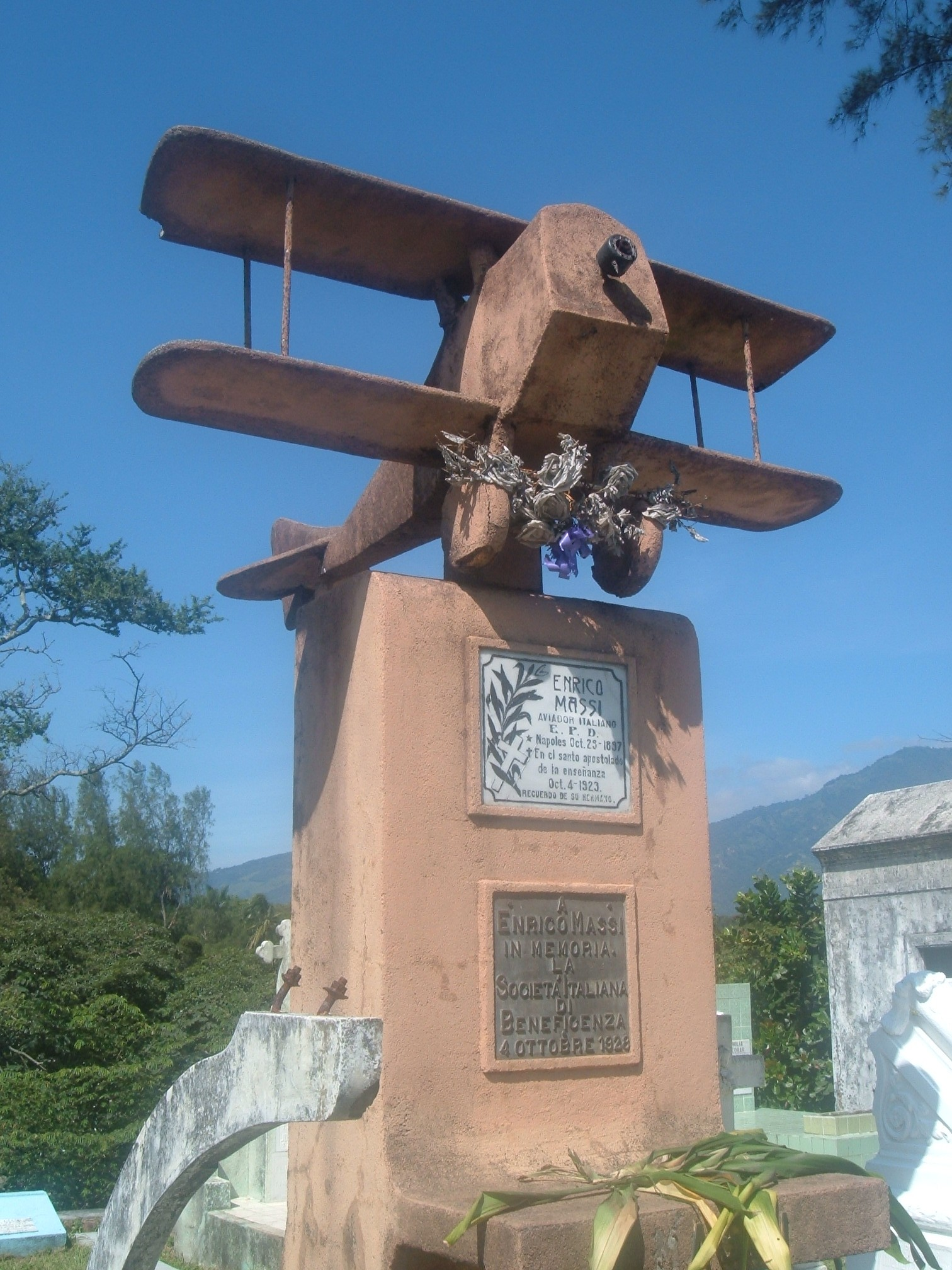
Tumba de Enrico Massi en el Cementerio de Los Ilustres de San Salvador, El Salvador.

Cuando se encontraba en Tegucigalpa, el gobierno de El Salvador le hizo una invitación para realizar acrobacias en un avión Caudron G.3, para celebrar la toma de posesión presidencial de Alfonso Quiñonez Molina en 1923. Quiñonez dio gran impulso a la aviación de ese país, al crear la Flotilla Aérea Salvadoreña, un reglamento para la aviación civil y un curso militar de aviación, en el que Massi se desempeñó como instructor de vuelo. El piloto italiano también escogió, junto a Humberto Aberle, el terreno adonde se erigiría el aeródromo de Ilopango, primer aeropuerto salvadoreño.
El 4 de octubre de 1923, realizaba un vuelo de instrucción con Juan Ramón Munés en un Caudron G.3, pero el aparato sufrió fallas en el motor que provocaron su caída y la muerte de Massi a las 11 y 30 minutos en la finca Venecia de Soyapango. Fue enterrado con todos los honores, y se decretó duelo nacional en el país. Por su parte, Munés pudo sobrevivir al percance.  

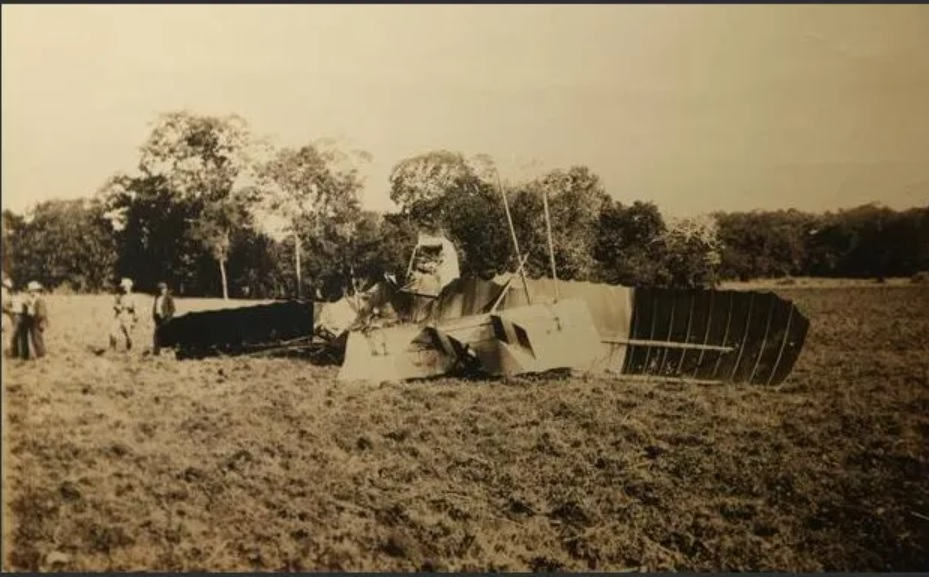
El accidente aéreo de Enrico Massi en 1923 en El Salvador

Se dice que el aviador italiano realizó 10 845 ascensiones, y obtuvo licencia para navegar más de 29 aeroplanos.  Su tumba se encuentra en el Cementerio de Los Ilustres de San Salvador. El mismo año que llegó a El Salvador, también lo hizo su hermano Alfredo Massi, pionero de  la cinematografía del país.